# كفر خزاعل
كفر خزاعل إحدى قرى مركز السنطة التابع لمحافظة الغربية بجمهورية مصر العربية. أصله من توابع شندلات ثم فصل عنها في 1275 هـ.

## السكان
بلغ عدد سكان كفر خزاعل 2,368 نسمة حسب تقدير عام 2018.
| السنة  | 1882 | 1897 | 1907 | 1927 | 1947 | 1960 | 1976 | 1986 | 1996 | 2006  | 2018 |
| ------ | ---- | ---- | ---- | ---- | ---- | ---- | ---- | ---- | ---- | ----- | ---- |
| القرية | 430  | 544  | 599  | 704  | 715  | 987  | 1415 | 1707 | 2036 | 2,368 | 3232 |